# Рикачево
Рикачево је насеље у Србији у општини Босилеград у Пчињском округу. Према попису из 2022. било је 69 становника.

## Демографија
У насељу Рикачево живи 88 пунолетних становника, а просечна старост становништва износи 45,0 година (38,4 код мушкараца и 54,4 код жена). У насељу има 43 домаћинства, а просечан број чланова по домаћинству је 2,53.
Становништво у овом насељу веома је нехомогено (према попису из 2002. године), а у последња три пописа, примећен је пад у броју становника.
|  |

| Демографија | Демографија | Демографија |
| Година      | Становника  | Становника  |
| ----------- | ----------- | ----------- |
| 1948.       | 332         |             |
| 1953.       | 349         |             |
| 1961.       | 300         |             |
| 1971.       | 259         |             |
| 1981.       | 187         |             |
| 1991.       | 144         | 144         |
| 2002.       | 109         | 110         |
| 2011.       | 87          |             |
| 2022.       | 69          |             |

| Етнички састав према попису из 2002.‍ | Етнички састав према попису из 2002.‍ | Етнички састав према попису из 2002.‍ | Етнички састав према попису из 2002.‍ | Етнички састав према попису из 2002.‍ |
| ------------------------------------ | ------------------------------------ | ------------------------------------ | ------------------------------------ | ------------------------------------ |
|                                      |                                      |                                      |                                      |                                      |
| Бугари                               | Бугари                               |                                      | 64                                   | 58,71%                               |
| Срби                                 | Срби                                 |                                      | 21                                   | 19,26%                               |
| Југословени                          | Југословени                          |                                      | 3                                    | 2,75%                                |
| Македонци                            | Македонци                            |                                      | 1                                    | 0,91%                                |
| неизјашњени                          | неизјашњени                          |                                      | 20                                   | 18,35%                               |

| Година пописа     | 1948. | 1953. | 1961. | 1971. | 1981. | 1991. | 2002. |
| ----------------- | ----- | ----- | ----- | ----- | ----- | ----- | ----- |
| Број домаћинстава | 62    | 66    | 69    | 68    | 62    | 52    | 43    |

| Број чланова      | 1  | 2  | 3 | 4 | 5 | 6 | 7 | 8 | 9 | 10 и више | Просек |
| ----------------- | -- | -- | - | - | - | - | - | - | - | --------- | ------ |
| Број домаћинстава | 13 | 18 | 0 | 5 | 2 | 5 | 0 | 0 | 0 | 0         | 2,53   |

| Пол    | Укупно | Неожењен/Неудата | Ожењен/Удата | Удовац/Удовица | Разведен/Разведена | Непознато |
| ------ | ------ | ---------------- | ------------ | -------------- | ------------------ | --------- |
| Мушки  | 50     | 19               | 26           | 5              | 0                  | 0         |
| Женски | 42     | 5                | 26           | 11             | 0                  | 0         |
| УКУПНО | 92     | 24               | 52           | 16             | 0                  | 0         |

| Пол    | Укупно                    | Пољопривреда, лов и шумарство | Рибарство                            | Вађење руде и камена | Прерађивачка индустрија       |
| ------ | ------------------------- | ----------------------------- | ------------------------------------ | -------------------- | ----------------------------- |
| Мушки  | 27                        | 18                            | 0                                    | 0                    | 2                             |
| Женски | 12                        | 11                            | 0                                    | 0                    | 1                             |
| УКУПНО | 39                        | 29                            | 0                                    | 0                    | 3                             |
| Пол    | Производња и снабдевање   | Грађевинарство                | Трговина                             | Хотели и ресторани   | Саобраћај, складиштење и везе |
| Мушки  | 0                         | 2                             | 1                                    | 0                    | 0                             |
| Женски | 0                         | 0                             | 0                                    | 0                    | 0                             |
| УКУПНО | 0                         | 2                             | 1                                    | 0                    | 0                             |
| Пол    | Финансијско посредовање   | Некретнине                    | Државна управа и одбрана             | Образовање           | Здравствени и социјални рад   |
| Мушки  | 0                         | 0                             | 3                                    | 0                    | 0                             |
| Женски | 0                         | 0                             | 0                                    | 0                    | 0                             |
| УКУПНО | 0                         | 0                             | 3                                    | 0                    | 0                             |
| Пол    | Остале услужне активности | Приватна домаћинства          | Екстериторијалне организације и тела | Непознато            | Непознато                     |
| Мушки  | 0                         | 0                             | 0                                    | 1                    | 1                             |
| Женски | 0                         | 0                             | 0                                    | 0                    | 0                             |
| УКУПНО | 0                         | 0                             | 0                                    | 1                    | 1                             |